# Szűts Ferenc (tornász)
dr. Szűts Ferenc (Budapest, 1891. december 16. – Budapest, 1966. november 28.) olimpiai ezüstérmes magyar tornász, ügyvéd.

## Sportpályafutása
Részt vett az 1912. évi nyári olimpiai játékokon Stockholmban. Egy torna versenyszámban indult, a csapatverseny meghatározott szereken. Ebben a számban ezüstérmes lett 15 csapattársával együtt.
Klubcsapata a Budapesti Budai Torna Egylet volt.